# Amami Ōshima
Amami Ōshima (奄美大島, okinawano: Uushima (ウーシマ); Amami: Ushima (ウシマ)) é uma das Ilhas Satsunan e a maior ilha do arquipélago Amami, entre Kyushu e Okinawa, sendo administrada pela prefeitura de Kagoshima.
A ilha, com 712,35 km² de área, tem uma população de aproximadamente 73 mil pessoas. Administrativamente ela é dividida na cidade de Amami, Tatsugō, Setouchi, e nas vilas de Uken e Yamato na prefeitura de Kagoshima. A maior parte das ilhas está nas bordas do Parque Quase-Nacional de Amami Guntō.

## Geografia
Amami Ōshima é a sétima maior ilha no arquipélago japonês (excluindo as disputadas Ilhas Curilas) após as quatro principais ilhas, a Ilha de Okinawa e a Ilha Sado. Amami localiza-se a aproximadamente 380 km a sul da ponta mais ao sul de Kyushu e 250 km ao norte de Okinawa. A ilha tem origem vulcânica, com o Monte Yuwanda a 605 m acima do nível do mar em seu pico mais alto. A costa da ilha é cercada por recifes de corais. A ilha é cercada pelo Mar da China Oriental a oeste e o Oceano Pacífico a leste.
O clima de Amami Oshima é classificado como clima subtropical úmido (classificação climática de Köppen-Geiger Cfa) com verões muito quentes e invernos amenos. A estação chuvosa dura de maio a setembro. A ilha é sujeita a tufões frequentes.

## Fauna
Amami Ōshima abriga alguns animais raros ou em risco de extinção, incluindo o coelho-de-amami e o Lidth's Jay, ambos sendo encontrados apenas em Amami Ōshima e Tokunoshima. O coelho-de-amami é às vezes chamado de um fóssil vivo pois ele representa uma linhagem antiga asiática que desapareceu de todos os lugares.
A ilha também abriga o habu, uma cobra venenosa que pode ser encontrada nas Ilhas Ryūkyū. Mangustos foram introduzidos para matar o habu, mas se tornaram um outro problema, visto que o aumento da população de mangustos foi ligada ao declínio de coelhos-de-amami e outras espécies em extinção.
A observação de baleias para buscar baleia-jubarte tornou-se uma das principais atrações no inverno em anos recentes, com associações de turismo especializadas em observação de baleias. É também notável que a baleia-franca-do-pacífico, a espécie de baleia com mais risco de extinção, apareceu repetidas vezes ao redor da ilha (há 5 registros de 3 avistamentos, uma captura e um encalhe desde 1901) e Amami é o único local no Mar da China Oriental onde esta espécie foi confirmada pelo menos no século passado, e ela é também um dos dois locais no mundo, junto com as Ilhas Bonin, onde aparições constantes no inverno foram confirmadas desde o século XX. A descoberta dos golfinhos-nariz-de-garrafa-do-índico no Estreito de Seto tornou-a a primeira confirmação no país.
Historicamente, a ilha era a localização mais ao norte de aparições de dugongos. Essas vacas marinhas estão encarando uma extinção funcional, mas havia um registro de um único dugongo que permaneceu um curto período na baía de Kasari nos anos 2000.
Amami Oshima é o único local onde um aninhamento de tartaruga-de-couro foi visto no Japão.

## História
É incerto quando Amami Ōshima foi colonizada pela primeira vez. Instrumentos de pedra indicam assentamentos no período paleolítico japonês, e outros artefatos, incluindo cerâmica, indicam um contato constante nos períodos Jomon, Yayoi e Kofun.
As ilhas são mencionadas na antiga crônica japonesa Nihon Shoki em uma entrada para o ano 657 d.C. Durante o período Nara e início do período Heian, elas eram um ponto de parada para enviados do Japão para a corte da dinastia Tang, da China. A madrepérola era um item de exportação importante para o Japão. Até 1624, Amami Ōshima era parte do Reino de Ryukyu. A ilha foi invadida por samurais do clã Shimazu em 1609 e sua incorporação nas explorações oficiais desse domínio foi reconhecida pelo xogunato Tokugawa em 1624. O governo Shimazu era rígido, com os habitantes da ilha reduzidos à servidão e forçados a plantar cana-de-açúcar para dar conta dos altos impostos, que frequentemente resultavam em fome. Saigo Takamori foi exilado para Amami Ōshima em 1859, permanecendo por dois anos, sendo que sua casa foi preservada como um museu memorial. Após a Restauração Meiji, Amami Ōshima foi incorporada à província de Ōsumi e mais tarde tornou-se parte da prefeitura de Kagoshima. Após a Segunda Guerra Mundial, embora estivesse com as outras Ilhas Amami, ela foi ocupada pelos Estados Unidos até 1953, quando reverteu para o controle do Japão.
Desde fevereiro de 1974, o mar ao redor e algumas partes da ilha tornaram-se uma área protegida em cerca de 7,8 acres do "Parque Quase-Nacional Amami Gunto". A área também possui uma grande floresta de mangue.

## Economia
A economia de Amami Ōshima é baseada na agricultura (cana-de-açúcar, arroz e batata-doce), pesca comercial e a destilação de shōchū. O clima favorável permite duas colheitas por ano. O turismo sazonal é também uma parte importante da economia. As indústrias tradicionais incluem a produção de seda feita à mão de alta qualidade, que, no entanto, sofreu do abandono das roupas tradicionais japonesas e da competição exterior.

## Transporte
O porto de Naze, localizada na cidade de Amami é um grande centro regional de transporte e balsa.
O aeroporto de Amami, localizado em Amami, conecta-se a Tóquio, Osaka, Naha e Kagoshima, bem como a voos locais para outras ilhas Amami.

## Língua
Dois dialetos da língua amami são falados em Amami Oshima: o dialeto do norte de Oshima e o dialeto do sul de Oshima. Estes dialetos são parte do grupo das línguas ryukyuanas. De acordo com Ethnologue, em 2004 havia cerca de 10 mil falantes do dialeto do norte de Oshima e cerca de 1 800 falantes do dialeto do sul de Oshima. Esses dialetos hoje são falados principalmente por residentes mais velhos da ilha, enquanto a maioria das gerações mais novas são monolinguísticas no japonês. A língua amami, incluindo dialetos Oshima, é classificada como língua ameaçada de extinção pela UNESCO.

## Relação com o Brasil
De 1897 a 1923, o Pe. Chohachi Nakamura (1856-1940) -conhecido como apóstolo dos imigrantes japoneses- dedicou-se a desenvolver a recém-criada comunidade católica de Amami Oshima  (fundada em 1892 por missionários franceses) . Em 1923 imigrou ao Brasil a pedido do Bispode Nagsaki para se dedicou a atender espiritualmente a comunidade japonesa que residia no Sudeste do Brasil. Desde 2002 está aberto seu processo de beatificação. Está enterrado em Álvares Machado (SP).
Atualmente Amami Oshima possui uma das maiores comunidades católicas de todo o Japão.